# Borough (Statele Unite ale Americii)
Un borough (tradus în limba română ca burg - în Regatul Unit, dar prin district, ori district civil - în Canada și Statele Unite ale Americii) este o unitate administrativă (de cele mai multe ori mai mică decât un comitat) din diferite țări. În general, termenul borough desemnează un township (deci un district civil) care se autoguvernează, deși în particular, utilizarea termenului poate varia semnificativ.
Nominalizarea de borough se întâlnește în doar șase state ale Statelor Unite ale Americii, Alaska, Connecticut, New Jersey, New York, Pennsylvania  și  Virginia. A se remarca faptul că, exceptând statul Alaska, celelalte cinci state fac parte din grupul celor Treispezece Colonii inițiale, care au conservat foarte multe din structurile administrative ale Marii Britanii din secolele al XVII-lea și al XVIII-lea.

## Alte legături interne
- Categorie:Liste de orașe din Statele Unite după stat
- Categorie:Liste de târguri din Statele Unite după stat
- Categorie:Liste de districte civile din Statele Unite după stat
- Categorie:Liste de sate din Statele Unite după stat
- Categorie:Liste de comunități neîncorporate din Statele Unite după stat
- Categorie:Liste de localități dispărute din Statele Unite după stat
- Categorie:Liste de comunități desemnate pentru recensământ din Statele Unite după stat